# Necromantie
Necromantie (Gr. νεκρομαντεία, of νεκυμαντεία, van νεκρός of νέκυς, lijk, en μαντεία, voorspelling), heeft betrekking op een methode van voorspelling waarbij getracht wordt te communiceren met de doden. De gelatiniseerde vorm van het Griekse woord werd verbasterd tot nigromantia, wat connotaties opriep met zwart en de zwarte kunst in de betekenis die er in hekserij en magie aan werd gegeven. Daarbij worden geesten of demonen opgeroepen voor hulp of bescherming.
Vooral sinds de renaissance wordt necromantie geassocieerd met zwarte magie en het oproepen van demonen. Hierbij verloor het eigenlijk een deel van zijn oorspronkelijke betekenis, een vorm van sjamanisme waarbij contact werd gezocht met de geesten van overleden voorouders. In de populaire etymologie veranderde necromantia in nigromantia en zo beschrijft Johannes Hartlieb het in 1456 als een vorm van demonologie. Éliphas Lévi van zijn kant beschrijft in zijn boek Leer en ritueel der hogere magie necromantie als het oproepen van etherische lichamen (aeromantie).